# Луї Фішер
Луї Фішер (29 лютого 1896, Філадельфія, Пенсільванія США — 15 січня 1970, Принстон, Нью-Джерсі, США) — єврейсько-американський журналіст. Своїми роботами він зробив великий внесок у розкриття комуністичної ідеології в СРСР: «Богу це не вдалося» (1949), «Життя Махатми Ганді» (1950), що стало основою для нагородження Оскаром фільму Ганді у 1982 році, а також «Життя Леніна», який отримав у 1965 році «Національну книжкову премію» в номінації «Історії та біографії».

## Біографія

### Раннє життя
Луї Фішер, син торговця рибою, народився у Філадельфії 29 лютого 1896 року.
Після навчання у Філадельфійській школі педагогіки з 1914 по 1916 роки, він став шкільним учителем.
У 1917 році, Л.Фішер приєднався до військової частини Єврейського легіону, який був розташований на той час у Палестині. Після повернення до США, Фішер розпочав роботу в інформаційному агентстві в Нью-Йорку. Тут він познайомився з Бертою Марком «Markoosha» (1890?-1977). У 1921 році, коли Берта переїхала на роботу в Берлін, Фішер приєднався до неї через кілька місяців і почав співпрацювати в Нью-Йорк івнінг пост як спеціальний кореспондент у Європі. У наступному році він переїхав до Москви і одружився з Берті. У 1923 році народився їх перший син Георгій. Через рік — другий син Віктор. Тоді Л.Фішер почав працювати в «Нації» (The Nation).  
Перебуваючи в СРСР, Фішер опублікував кілька книг, включаючи «Нафтовий імперіалізм: міжнародна боротьба за нафту» (1926) і «Поради у світових справах» (1930).
У 1934 році американець Макс Істман піддав критиці Л.Фішера за пропаганду сталінізму в розділі під назвою «Революція» від 23 квітня 1932 у своїй книзі «Художники в уніформі».
Фішер також описував Громадянську війну в Іспанії і деякий час був членом Інтернаціональної бригади боротьби генерала Франсиско Франко. У 1938 році він повернувся до США і оселився в Нью-Йорку. Він продовжував працювати в «Нації» і написав свою автобіографію, «Чоловіки і політика» (1941).
Фішер залишив «Націю» в 1945 році після суперечок з редактором Фредою Кірхвей за надмірну симпатію до доповіді Йосипа Сталіна. Його розчарування в комунізмі, хоча він ніколи і не був членом Комуністичної партії США, була відображена в його статті в «Богу це не вдалось» (1949).
Л.Фішер почав писати для анти-комуністичних ліберальних журналів, як, наприклад, The Progressive.  Луї Фішер вчив про СРСР у Прінстонському університеті аж до своєї смерті 15 січня 1970 року.

### Заперечення голоду 1932—1933 років в СРСР
Фішер їздив до України в жовтні і листопаді 1932 року, для написання статей для «Нації». Він був дуже стурбований тим, що побачив. «У Полтавській, Вінницькій, Подільській та Київській областях склались дуже важкі умови, — писав він, — я думаю, що в Україні нині немає голоду, адже вони тільки що зібрали урожай, правда це був неврожайний рік».
Спочатку, критикуючи радянську програму хлібозаготівель, оскільки вона створила продовольчу проблему, Л.Фішер з лютого 1933 року прийняв офіційну позицію радянського уряду, який поклав відповідальність за проблеми на українських контрреволюційних націоналістичних «шкідників.» Здавалося, що «цілі села» були «забруднені» такими людьми, яких мали б депортовати в «лісоповальні табори та гірничодобувні райони у віддалених сільськогосподарських районах, які зараз просто вступають у свою новаторську стадію». Л.Фішер писав, що Кремль був змушений  був проводити подібні дії, тим більше, радянські організації, навпаки, навчилися мудро управляти.
Луї Фішер здійснив лекційний тур Сполученими Штатами Америки, коли Гарет Джонс розповів усім про страшні масштаби голоду в Україні. Втім, виступаючи через тиждень перед аудиторією коледжу в Окленді, штат Каліфорнія, Фішер заявив категорично: «В Росії голоду немає.» Він провів навесні 1933 року агітаційну кампанію за дипломатичне визнання Америкою  Радянського Союзу. Оскільки чутки про голод в СРСР досягли американських берегів, Л.Фішер гучно спростував ці повідомлення.

### Примітка Фішера про Субхаш Чандра Боса
У січні 2009 року, з нагоди 112-ї річниці від дня народження Субхаша Чандра Боса, італійський посол в Індії Алессандро Кароні заявив, що немає сенсу в продовженні досліджень про те, чи загинув у серпні 1945 року С.Бос в авіакатастрофі чи ні. В заяві, опублікованій на противагу цьому зауваженню, неприбуткова організація «Місія Нетаджі», що знаходилась в Делі авторитетно заявила, що існують докази того, що С.Боз не помер в жодній авіакатастрофі. Місія Нетаджі наводила посилання на записку Луї Фішера, яка зберігається в бібліотеці Прінстонського університету. У примітці цитується колишній італійський посол П'єтро Кароні, батько Алессандро Кароні, який сказав, що він не вважає, що новина про випадкову смерть Боса була правдою. Фішер зустрів П'єтро Кароні в Москві в листопаді 1946 року, і процитував його, сказавши, що це можливо, що «Бос ще живий». Кароні розповів Фішеру, що Бос не хотів, щоб британці його шукали, тому поширювалися хибні чутки про його смерть.

## Праці
- Нафтовий імперіалізм: Міжнародна боротьба за нафту (1926)
- Поради у світових справах (1930)
- Війни в Іспанії (1937)
- Чоловіки і політика (автобіографія) (1941)
- Ганді і Сталін (1947)
- Богу це не вдалося (внесок) (1949)
- Життя Махатми Ганді (1950)
- Сталін (1952)
- Необхідні Ганді (редактор) (1962).
- Життя Леніна (1964).
  - Фишер Луис. Жизнь Ленина. — В 2 тт. — М.: Книжная лавка — РТР, 1997. — 976 с. — ISBN 5-300-00970-9.
- Російська дорога від миру до війни  (1969)